# Gérard Crombac

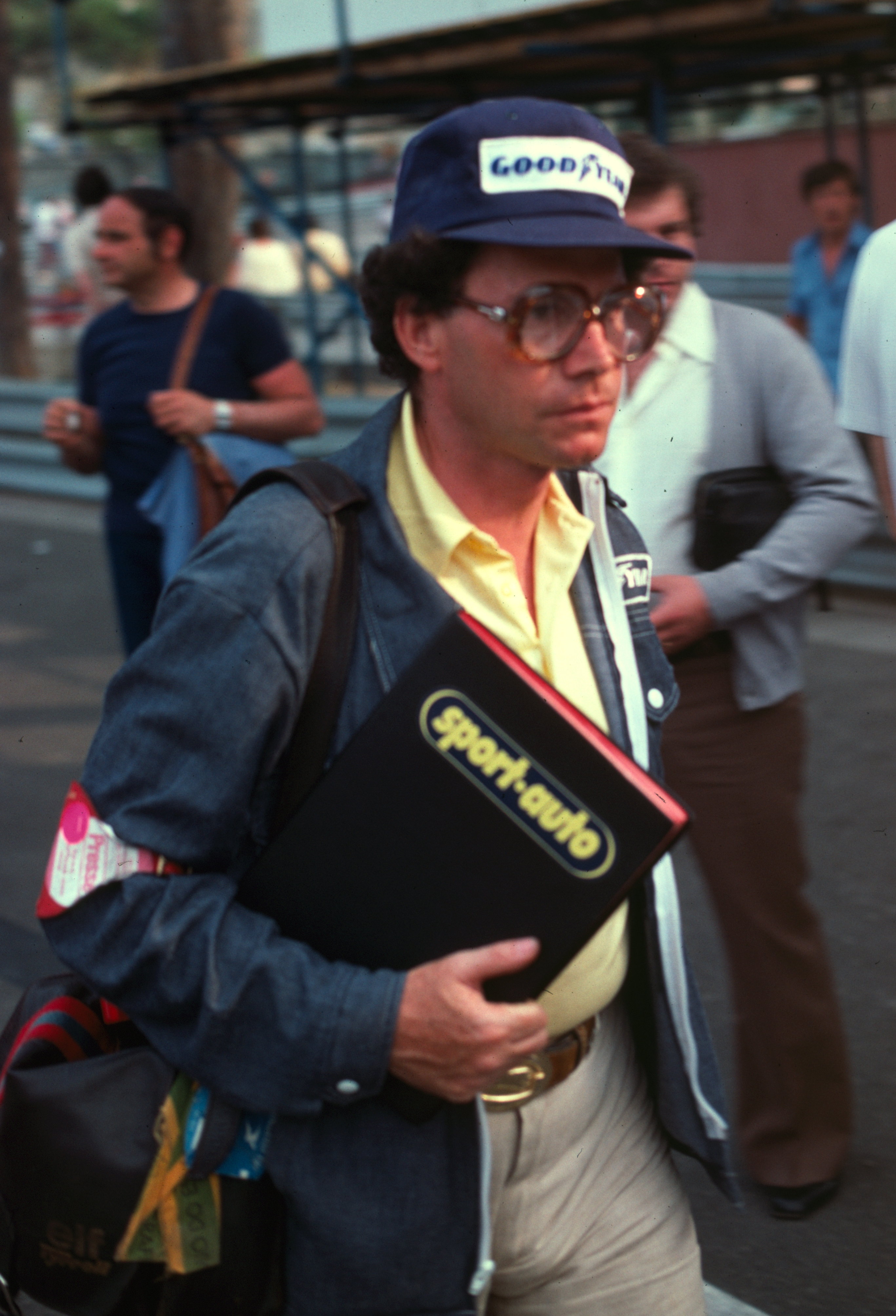
Gérard Crombac

Gérard „Jabby“ Crombac (* 7. März 1929 in Zürich; † 18. November 2005 in Paris) war Motorsportjournalist, Mitbegründer der Zeitschrift Auto-Sport und bedeutendster Berichterstatter der Formel 1.
Crombac erreichte im Formel-1-Zirkus weitreichenden Ruhm, da er durch direkten Kontakt mit Fahrern und Teamchefs eine sowohl persönliche, als auch objektive Berichterstattung verkörperte. Er genoss das Vertrauen vieler Aktiver und galt durch einen über 40 Jahre gewachsenen Erfahrungsschatz als vertrauenswürdiger Journalist.

## Leben
Bereits 1936 kam Crombac mit dem Motorsport in Kontakt, als er mit seinem Vater, einem Schweizer Möbelkaufmann den Großen Preis in Montlhéry besucht. Seine Begeisterung steigerte sich, als er kurz nach dem Zweiten Weltkrieg, 1947 zum Großen Preis von Reims reiste. 1949 begegnete er in Silverstone Gregor Grant, dem Herausgeber einer kleinen Motorsportzeitschrift, The Light Car, und willigte ein, kontinentaler Korrespondent für das Blatt zu werden, welches ein Jahr später in Autosport umbenannt wurde. Zu dieser Zeit arbeitete Crombac als Mechaniker des französischen Rennfahrers Raymond Sommer. Als dieser allerdings ein Jahr später starb, widmete sich Crombac vermehrt seiner Tätigkeit bei The Light Car / Autosport und gewann profunde Einblicke in den englischen Motorsport. Sein Aufenthalt in Großbritannien brachte ihm zu dieser Zeit den Spitznamen Jabby ein.
1954 kaufte er bei dem Konstrukteur Colin Chapman einen Lotus Mark VI, mit dem er an diversen Rennen teilnahm. Da er aber als Rennfahrer keinerlei Erfolg verbuchen konnte, beendete er seine aktive Karriere bereits nach vier Jahren. Er widmete sich Rennbooten und konnte mit seinem Privatboot den 2. Platz beim Motorboot-Grand Prix von Monaco erreichen.
Seine endgültige Berufung fand er jedoch im Journalismus rund um die Formel 1. Im Jahre 1954 gründet er mit Partner Jean Lucas die französische Motorsport-Zeitschrift Auto-Sport, deren Chefredakteur er bis in die 1970er Jahre blieb. Trotz seiner redaktionellen Tätigkeit, reiste er stets mit dem Grand-Prix-Zirkus und hielt enge Beziehungen zu vielen Fahrern, wie Graham Hill, Jack Brabham und Jim Clark, mit dem er sich auch eine Wohnung in Paris teilte, als dieser vor der britischen Steuerfahndung flüchtete. Seine eigentliche Bewunderung galt allerdings von jeher den Konstrukteuren und Ingenieuren, wie z. B. Gordon Murray, welche das Bild der Fahrzeuge und den technologischen Fortschritt prägten. Dem langjährigen Lotus-Teamchef Colin Chapman, widmete er 1986 eine Biographie.
Seit Gründung der neuen Formel 1, 1950 besuchte er nahezu jeden Grand Prix, beteiligte sich als Berater an den ersten Erfolgen des Formel-1-Teams des französischen Raketenherstellers Matra, wirkte an Rennen als offizieller Stewart mit, und vertrat oftmals kleinere Teams bei Sitzungen des Motorsport-Weltverbandes FIA in Paris.
1985 zog sich Crombac nach über 40 Jahren aktiver Tätigkeit aus der Formel 1 zurück, wurde aber noch als Berater vom Automobilhersteller Honda konsultiert, der Anfang der 1980er Jahre seinen Wiedereinstieg als Motorenlieferant in die Formel 1 organisiert. Sein Hang zum Pfeifenrauchen und Tragen von Baskenmützen ist schon legendär und kann als Markenzeichen angesehen werden.
2005 versteigerte er seine eindrucksvolle Sammlung von Raritäten des Motorsports, darunter ein Lotus Elan, der ihm von Jim Clark geschenkt wurde. Am 18. November 2005 erlag Crombac in einem Pariser Hospiz einem Krebsleiden. Er hinterließ seine Frau Catherine (geb. Bernard) und Sohn Colin James (der die Vornamen seines Vaters Idole Colin Chapman und Jim Clark trägt). Seine Asche wurde am 28. November im Friedhof Père-Lachaise zu Paris beigesetzt. Ein Nachruf wurde in der Ausgabe des Le Figaro vom 22. November veröffentlicht.